# 4 (album Foreigner)
4 – czwarty album zespołu rockowego Foreigner, wydany w 1981.

## Lista utworów
1. „Night Life” (Jones, Gramm) – 3:48
2. „Juke Box Hero” (Gramm, Jones) – 4:18
3. „Break It Up” (Jones) – 4:11
4. „Waiting for a Girl Like You” (Jones, Gramm) – 4:49
5. „Luanne” (Gramm, Jones) - 3:25
6. „Urgent” (Jones) – 4:29
7. „I'm Gonna Win” (Jones) – 4:51
8. „Woman in Black” (Jones) – 4:42
9. „Girl on the Moon” (Jones, Gramm) – 3:49
10. „Don't Let Go” (Jones, Gramm) – 3:48
11. „Juke Box Hero"– 3:06
12. „Waiting for a Girl Like You"– 2:50

## Twórcy
- Dennis Elliott – perkusja, wokal
- Rick Wills – gitara basowa, wokal
- Lou Gramm – pierwszy wokal, perkusja
- Mick Jones – gitara, instrumenty klawiszowe, wokal